# Premana
Premana là một đô thị trong tỉnh Lecco, trong vùng Lombardia của Ý, cự ly khoảng 70 km về phía đông bắc của Milan và khoảng 20 km về phía bắc của Lecco. Tại thời điểm ngày 31 tháng 12 năm 2004, đô thị này có dân số 2.285 người và diện tích là 33,7 km².
Premana giáp các đô thị: Casargo, Delebio, Gerola Alta, Introbio, Pagnona, Pedesina, Primaluna, Rogolo.